# Robyn Lambird
Robyn Lambird (Inghilterra, 19 gennaio 1997) è un'atleta paralimpica australiana.
Ha partecipato e vinto una medaglia di bronzo ai XVI Giochi paralimpici estivi, è stata tra i primi 3 atleti di genere non-binario a competere ai Giochi paralimpici e la prima di loro a vincere una medaglia.

## Biografia
Lambird nacque il 19 gennaio 1997 in Inghilterra. All'età di nove anni le è stata diagnosticata una paralisi cerebrale. Ha fatto coming out sui social network rivelando di essere una persona di genere non binario.

### Carriera sportiva
Robyn ha praticato rugby in carrozzina per un breve periodo, per poi iniziare a darsi all'atletica nel 2016, partecipando nella categoria femminile e nella classificazione T34. Nel 2018 al World Para-athletics Grand Prix di Nottwil, in Svizzera, è arrivata seconda nei 100 metri e quarta nei 200 metri. Nel 2019 rappresentò per la prima volta l'Australia in una competizione internazionale, al campionato mondiale di atletica leggera paralimpica, dove arrivò quinta nei 100 metri. Nel 2021 ha vinto una medaglia di bronzo ai XVI Giochi paralimpici estivi di Tokyo, divenendo la prima atleta di genere non binario a vincere una medaglia paralimpica.

## Palmarès
| Anno | Manifestazione       | Sede  | Evento          | Risultato | Prestazione | Note  |
| ---- | -------------------- | ----- | --------------- | --------- | ----------- | ----- |
| 2019 | Mondiali paralimpici | Dubai | 100 m piani T34 | 5ª        | 19"73       | [ 7 ] |
| 2021 | Giochi paralimpici   | Tokyo | 100 m piani T34 | Bronzo    | 18"68       | [ 8 ] |

## Altre competizioni internazionali
2018
- Argento al World Para-athletics Grand Prix ( Nottwil), 100 m piani T34[5]
- 4ª al World Para-athletics Grand Prix ( Nottwil), 200 m piani T34[5]